# Laussonne (gemeente)
Laussonne is een gemeente in het Franse departement Haute-Loire (regio Auvergne-Rhône-Alpes). De plaats maakt deel uit van het arrondissement Le Puy-en-Velay. Laussonne telde op 1 januari 2022 1.019 inwoners.

## Geografie
De oppervlakte van Laussonne bedroeg op 1 januari 2022 25,11 vierkante kilometer; de bevolkingsdichtheid was toen 40,6 inwoners per km².

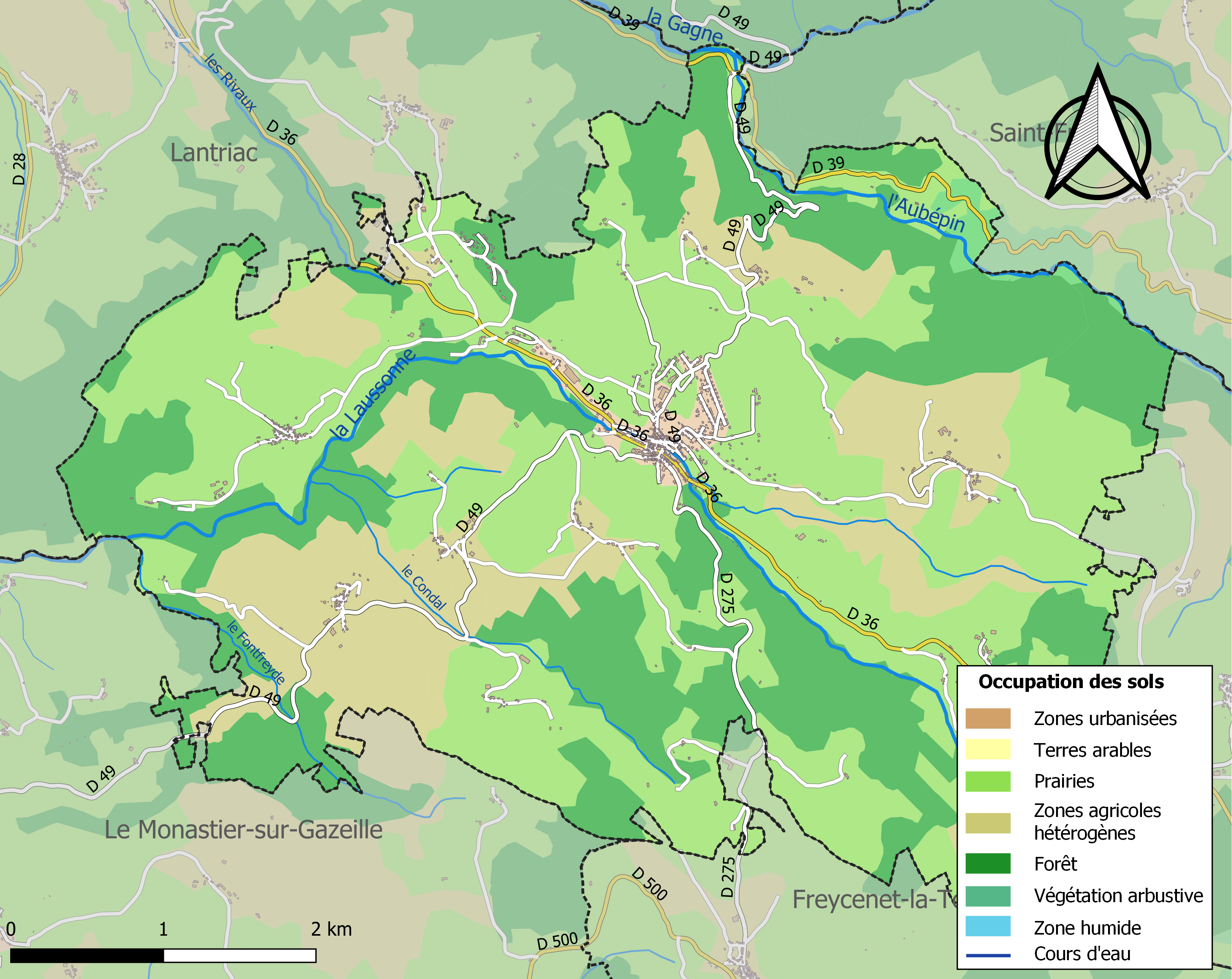
Kaart van de gemeente met de belangrijkste infrastructuur, bodemgebruik en omliggende gemeenten

## Demografie
Onderstaande figuur toont het verloop van het inwonertal (bron: INSEE-tellingen).